# Reportrarna
Reportrarna var ett granskande samhällsprogram som visades i Sveriges Television under perioden 10 januari 1995-21 november 2000. Det efterföljdes ibland av Studioreportrarna. Dessutom sändes Reportrarna special under perioden 13 juni-4 juli 2000.
Programmet ersatte Glashuset som var SVT Malmös tidigare samhällsprogram och en del av redaktionen för Glashuset gick vidare till Reportrarna, inklusive programledaren Bo Holmström och producenten Mats Johansson. Till skillnad från Glashuset var Reportrarna mer reportagedrivet och inkluderade i regel inte studiodebatter. När programmet lanserades satsade man på etablerade journalister som reportrar, däribland Jan Guillou, Folke Rydén, Pernilla Månsson, Göran Skytte, Maria-Pia Boëthius, Peter Löfgren, Britt-Marie Mattsson, Tina Thunander och Caroline Ekelund.
Inför år 2001 lades Reportrarna, Norra Magasinet och Striptease ned för att ersättas av Uppdrag granskning. Reportrarnas redaktion i Malmö blev i samband med detta Uppdrag gransknings Malmöredaktion och fortsatte göra reportage för det nya programmet fram till 2008 när redaktionen lades ned.

## Några program
- 10 januari 1995 - "Klass-Sverige".
- 17 februari 1995 - Om smuggling av radioaktiva och farliga metaller i Sovjetunionen. Programledare: Bo Holmström. Reporter: Jonas Olsson.
- 14 februari 1995 - "Malmö - Montevideo min plats i världen". Reportrar: Lars Westman och Fredrik Gertten.
- 21 februari 1995 - "Extremisterna", om religiöst motiverat våld i Mellanöstern. Reporter: Peter Löfgren.
- 7 mars 1995 - Om kärnkraftsavvecklingen i Sverige. Reporter: Bo Holmström.
- 21 mars 1995 - "Den stulna drömmen - resa i det svarta Amerika". Reporter: Folke Rydén.
- 11 april 1995 - Om polisen. Reporter: Dag Eriksson.[5]
- 16 maj 1995 - Om fusk inom idrotten. Reporter: Ken Olofsson.
- 12 september 1995 - "Ta fast tjuvarna!", om matpriser efter att Sverige gått med i EU. Reportrar: Bo Holmström och Tina Thunander.
- 10 oktober 1995 - "Det lönsamma havet" - Om flyktingsmuggling. Programledare Bo Holmström, Reporter: Jonas Olsson

- 19 december 1995 - "Riksdagen - världens mest jämlika, världens mest inkompetenta", om riksdagsledamöter. Reportrar: Bo Holmström, Jonas Olsson och Tina Thunander.
- 22 september 1996 - "Det hemliga ubåtskriget". Reportrar: Jonas Olsson och Bo Holmström.
- 5 november 1996 - "De hemliga vapnen". Reporter: Jonas Olsson.
- 19 november 1996 - Om försämring av postverksamhet efter bolagiseringen av Postverket. Reportrar: Bo Holmström, Alf Lundkvist och Micael P Lekberg.[6]
- 20 augusti 1996 - "Porslinsmannen", om en ung funktionshindrad man. Reportrar: Torbjörn Andersson och Per Svensson.
- 21 januari 1997 - "En svindlande historia - Riksbyggen". Programledare: Bo Holmström, Reporter: Jonas Olsson
- 8 april 1997 - "Hemligt hemligt". Programledare: Bo Holmström, Reportrar: Alf Lundkvist och Jan Guillou.
- 3 mars 1998 - "Herre på täppan", om kvinnor i näringslivet. Reportrar: Bo Holmström, Tina Thunander, Jonas Olsson och Micael P Lekberg.
- 24 mars 1998 - "På andras bekostnad" Programledare: Bo Holmström, Reporter: Jonas Olsson.
- 31 mars 1998 - "Bidrag - business och bojor". Reportrar: Tina Thunander och Per Svensson.
- 7 april 1998 - "En lektion i skolan". Reportrar: Folke Rydén och Britt-Marie Mattsson.
- 14 april 1998 - "En kväll på stan". Programledare: Bo Holmström, Reportrar: Micael P Lekberg, Tina Thunander och Jonas Olsson.
- 18 augusti 1998 "En TV-revolution med frågetecken". Reporter: Bo Holmström.
- 25 augusti 1998 - "Dom tar vår mark!", om mineralbrytning i Sverige. Reporter: Micael P Lekberg.
- 9 september 1998 - "Under täcket med Nato", om svenskt samarbete med NATO under kalla kriget. Reporter: Jonas Olsson.
- 12 januari 1999 - "Skilda världar". Reporter: Per Svensson
- 2 februari 1999 - "En god man", om god man. Reporter: Micael P Lekberg.
- 14 mars 2000 - "Handel och vandel på nätet". Reportrar: Micael P Lekberg, Anne Lundberg och Tina Thunander.
- 4 april 2000 - Om priser för mat, bilar och byggmaterial som är högre i Sverige än andra EU-länder. Reportrar: Elisabet Höglund och Bo Holmström.[7]
- 30 maj 2000 - "Det är inte deras skuld... det är deras öde", om ett fängelse för barn utanför Sankt Petersburg. Reporter: Tina Thunander.[8]
- 19 september 2000 - Om ansvar efter översvämingen av Ljungan. Reporter: Micael P Lekberg.[9]

### Fotnoter
1. ↑  ”Reportrarna”. Svensk mediedatabas. 1995-2000. http://smdb.kb.se/catalog/search?q=Reportrarna+typ%3Atv&sort=OLDEST. Läst 14 augusti 2012.
2. ↑  "Gräddan ska jaga nyheter", Aftonbladet, 4 januari 1995
3. ↑  "Toppjournalister blir 'Reportrarna'", 10 januari 1995, Helsingborgs Dagblad
4. ↑  Uppdrag gransknings redaktioner i Malmö och Stockholm läggs ner , Journalisten, 3 april 2008
5. ↑  "Kan polisen sitt jobb?", Helsingborgs Dagblad, 11 april 1995
6. ↑  Aftonbladet, 19 november 1996
7. ↑  "Sverige är dyrast i Europa", 4 april 2000, Helsingborgs Dagblad
8. ↑  "Det största fängelset för barn", TT Spektra, 29 maj 2000
9. ↑  "REPORTRARNA SYNAR SOMMARENS REGNKATASTROF", TT Spektra, 15 september 2000